# Berlin Report
Pour plus de détails, voir Fiche technique et Distribution.
Berlin Report (베를린 리포트) est un film sud-coréen réalisé par Park Kwang-su, sorti en 1991.

## Synopsis
Un journaliste enquête sur une affaire judiciaire dans laquelle une femme coréenne vivant en Europe depuis ses 3 ans aurait assassiné son père adoptif. Celle-ci est sujette à une perte de mémoire traumatique.

## Fiche technique
- Titre : Berlin Report
- Titre original : 베를린 리포트
- Réalisation : Park Kwang-su
- Scénario : Park Kwang-su
- Musique : Kim Su-chol
- Photographie : Jeong Kwang-seok et Park Bee-joo
- Montage : Kim Hyeon
- Production : Seo Byeong-gi
- Société de production : Mokad Korea
- Pays :  Corée du Sud
- Genre : Drame
- Durée : 100 minutes
- Dates de sortie : 
  -  Corée du Sud : 8 juin 1991

## Distribution
- Ahn Sung-ki : Sung-min
- Kang Soo-youn : Marie-Hélene
- Moon Sung-keun : Young-chul
- Jean-Marie Fonbonne : le détective
- Marianne Loyen : Chantale

## Distinctions
Le film a été nommé pour le Blue Dragon Film Award du meilleur film.